# 黃清原
黃清原（1961年7月9日—），彰化縣出生，台灣獨立黨發起人，於2016年中華民國立法委員選舉登記參選為第九屆立法委員台北市第一選舉區候選人，主張照顧司法弱勢；但落選。